# فرودگاه جرج
فرودگاه جرج (به انگلیسی: George Airport) یک فرودگاه همگانی با کد یاتا GRJ است که یک باند فرود آسفالت دارد و طول باند آن ۲۰۰۰ متر است. این فرودگاه در کشور آفریقای جنوبی قرار دارد و در ارتفاع ۱۹۵ متری از سطح دریا واقع شده‌است.

## شرکت‌های هواپیمایی و مقصدهای پروازی

### Passengers
| شرکت‌های هواپیمایی  | مقصدهای پروازی        |
| ------------------ | --------------------- |
| ایرلینک            | کیپ‌تاون، کینگ شاکا    |
| CemAir             | بلومفونتن             |
| فلای‌ساف‌ایر         | اولیور تامبو، لانسریا |
| کولولا.کام         | اولیور تامبو          |
| Mango              | اولیور تامبو          |
| ساوث افریکن اکسپرس | اولیور تامبو          |

### باری
| شرکت‌های هواپیمایی | مقصدهای پروازی |
| ----------------- | -------------- |
| بیدایر کارگو      | اولیور تامبو   |